# Рудстрём, Хокан
Хо́кан Рудстрём (швед. Håkan Rudström; род. 5 января 1957) — шведский кёрлингист.

## Достижения
- Чемпионат мира по кёрлингу среди мужчин: золото (1977).
- Чемпионат Европы по кёрлингу: золото (1977), серебро (1981).
- Чемпионат Швеции по кёрлингу среди мужчин: золото (1977).

## Команды
| Сезон                                               | Четвёртый       | Третий         | Второй         | Первый             | Запасной   | Турниры             |
| --------------------------------------------------- | --------------- | -------------- | -------------- | ------------------ | ---------- | ------------------- |
| 1976—77                                             | Рагнар Камп     | Хокан Рудстрём | Бьёрн Рудстрём | Кристер Мортенссон |            | ЧШМ 1977 · ЧМ 1977  |
| 1977—78                                             | Рагнар Камп     | Бьёрн Рудстрём | Хокан Рудстрём | Кристер Мортенссон |            | ЧЕ 1977             |
| 1981—82                                             | Йёран Роксин    | Бьёрн Рудстрём | Хокан Рудстрём | Кристер Мортенссон | Hans Timan | ЧЕ 1981             |
| Кёрлинг среди смешанных пар (mixed doubles curling) |                 |                |                |                    |            |                     |
| 2013—14                                             | Amalia Rudström | Хокан Рудстрём |                |                    |            | ЧШСП 2014 (9 место) |

(скипы выделены полужирным шрифтом)

## Частная жизнь
Из семьи кёрлингистов. Его брат, Бьёрн Рудстрём — кёрлингист, в одной команде с Хоканом чемпион мира (1977) и Европы (1977). Дочь Бьёрна, Карин Рудстрём — кёрлингистка, чемпионка мира (2011). Дочь Хокана, Амалия Рудстрём (швед. Amalia Rudström) — кёрлингистка, входила в команду Швеции на зимних Юношеских олимпийских играх 2012.